# NGC 6067
NGC 6067 is een open sterrenhoop in het sterrenbeeld Winkelhaak. Het hemelobject werd op 8 mei 1826 ontdekt door de Schotse astronoom James Dunlop.

## Synoniemen
- OCL 953
- ESO 178-SC12